# Soligny-la-Trappe
Soligny-la-Trappe é uma comuna francesa na região administrativa da Normandia, no departamento Orne. Estende-se por uma área de 19,5 km². Em 2010 a comuna tinha 686 habitantes (densidade: 35,2 hab./km²).